# Skała Krzywonoska
Skała Krzywonoska (472 m) – skaliste wzniesienie w obrębie miejscowości Łazy w województwie małopolskim, w powiecie krakowskim, w gminie Jerzmanowice-Przeginia. Jest porośnięte niewielkim lasem i z wszystkich stron otoczone polami uprawnymi wsi Łazy. W lesie znajdują się odsłonięcia wapiennych skałek oraz dwa domy, dwa inne znajdują się na jego obrzeżu. Jest to obszar Wyżyny Olkuskiej będącej jedną z części Wyżyny Krakowsko-Częstochowskiej.